# 梗河增二
牧夫座46，又名BD+26 2656，HD 134320、SAO 83682、HR 5638，是牧夫座的一颗恒星，视星等为5.67，位于銀經39.31，銀緯59.5，其B1900.0坐标为赤經15h 4m 4.7s，赤緯+26° 59.5′ 4″。